# Laurel & Hardy (série animada)
Laurel and Hardy (Bucha e Estica (português europeu) ou O Gordo e o Magro (português brasileiro)) é uma série de desenho animado estadunidense produzida pela Hanna-Barbera, baseado no famoso grupo de comédia. Conta as aventuras dos atrapalhados Stan Laurel e Oliver Hardy, que costumam estar envolvido em grandes confusões.

## Episódios
Título original dos episódios (em inglês):
1. Can't Keep a Secret Agent
2. How Green Was My Lawn Mower
3. Mutt Rut
4. Missile Hassle
5. No Moose is a Good Mose
6. Prairie Panicked
7. False Alarms
8. High Fly Guys
9. The Bullnick
10. Ball Maul
11. Handle with Care
12. Hillbilly Bully
13. Babe's in Sea Land
14. Sitting Roomers
15. You and Your Big Mouse
16. Hot Rod Hardy
17. Rocket Wreckers
18. Rome Roamers
19. Crash and Carry
20. Defective Story
21. Knight Mare
22. Desert Story
23. Fancy Trance
24. Tale of a Sale
25. Auto Matic Panic
26. Shiver Mr. Timbers
27. Suspect in Custody
28. Big Bear Bungle
29. Shrinking Sheik
30. Stand Out Stand In
31. Bond Bombed
32. Mounty Rout
33. What Fur
34. Camera Bugged
35. Plumber Pudding
36. Spook Loot
37. Cooper Bopper
38. Robust Robot
39. Vet Fleet
40. Feud for Thought
41. Love Me Love My Puppy
42. Wacky Quackers
43. Country Buzzin
44. Naps an Saps
45. Truant Ruined
46. Always Leave 'em Gigglin'
47. Bad Day in Baghdad
48. The Missing Fink
49. Badge Budgers
50. Good Hoods
51. Puppet Show Down
52. Two for the Crow
53. Animal Shelter
54. Ring a Ding King
55. Tragic Magic
56. Beanstalk Boobs
57. Leaping Leprechaun
58. Up and Downs
59. Mars Little Helper
60. The Genie was Meanie
61. Tourist Trouble
62. Curfew for Kids
63. Lion Around
64. Shoot Down at Sundown
65. Ali Boo Boo
66. Horse Detectives
67. The Two Musketeers
68. Ghost Town Clowns
69. Hurricane Hood
70. Ride and Seek
71. Shoe Shoe Baby
72. Tee Pee TV
73. Train Strain
74. Frog Frolic
75. Shutter Bugged
76. Southern Hospitality
77. Circus Run Aways
78. Pie in the Sky
79. Witch Switch
80. Sign of the Times
81. Slipper Slip Up
82. Two Many Cooks
83. Dingbats
84. Flea's a Crowd
85. We Clothe at Five
86. Quick Change
87. The Stone Age Kid
88. Whing Ding
89. Mistaken Identi-Tree
90. Termite Might
91. To Bee or Not to Bee
92. Laff Staff
93. Pet Shop Polly
94. Rodeo Doug
95. Riverboat Detectives
96. Try and Get It
97. Unhealthy Wealthy
98. Honesty Always Pays
99. Plant Rant
100. Sky High Noon
101. Get Tough
102. Handy Dandy Diary
103. Jumpin Judo
104. Gold Storage
105. Lots of Bad Luck
106. They Take the Cake
107. Kangaroo Kaper
108. Strictly for the Birds
109. The Finks Robbery
110. Bird Brains
111. Birds of a Feather
112. Switcheroony
113. Bowling Boobs
114. Horsey Sense
115. Mechanical Mess-up
116. Dog Tired
117. Goofer Upper Golfers
118. Wayout Campers
119. Hard Days Work
120. My Friend the Inventor
121. Sky Scraper Scape
122. Fair Play
123. Fly Foot Flatfeet
124. Sleepy King
125. A Real Live Wife
126. A Real Tycoon
127. Baboon Tycoon
128. Stuporman
129. Wheel and Deal Seal
130. Wishy Washy Fish Tale
131. Lumber Jerks
132. That's Show Biz
133. Wolf in Sheeps Clothing
134. A Clothes Call
135. Boot Hill Bill
136. Stop Action Faction
137. Molecule Rule
138. Mummy Dummy
139. Peek a Boo Pachyderm
140. Fly Spy
141. Franken Stan
142. Nitey Knight
143. Flight of the Bumble Brains
144. Salt Water Daffy
145. Secret Agents OOO
146. Flipped Van Winkles
147. From Wrecks to Riches
148. Traunt or Consequences

## Dubladores

### Nos Estados Unidos
- Stan Laurel: Larry Harmon
- Oliver Hardy: Jim MacGeorge

### No Brasil
- Stan Laurel: Luiz Carlos de Moraes
- Oliver Hardy: Orlando Drummond